# Luc de la Corne
Luc de La Corne, né en 1711, décédé le 1er octobre 1784 aussi connu sur le nom de Saint-Luc, était le fils de Jean-Louis de la Corne de Chaptes et le frère de Louis de la Corne. Officier dans les troupes coloniales de la Nouvelle-France, il a eu une carrière militaire variée et courageuse qui lui a voulu l'Ordre de Saint-Louis en 1759. Présent pendant la bataille du fort William Henry pendant la guerre de Sept Ans et celle de Saratoga lors de la Révolution américaine, Saint-Luc est un personnage qui joua un rôle majeur dans l'histoire canadienne et américaine. Il est devenu célèbre pour son exploit d'être retourné à Québec dans un hiver glacial lors du naufrage de son vaisseau le long de la côte du Cap-Breton. Un voyage long de sept cents miles (1 125 km).
Il fut également un marchand couronné de succès qui était très impliqué dans le commerce de fourrure à Montréal. Son frère, Jean-Louis, était aussi très impliqué dans le commerce de fourrure et l'exploration. Luc contrôlait les activités de l'est, et son autre frère, François-Josué de la Corne Dubreuil était commandant du fort Kaministiquia pendant un certain temps alors que d'importants profits furent réalisés. Il était en association avec Louis-Joseph Gaultier de La Vérendrye pendant trois ans au lac Supérieur. Durant la même période, son frère Louis de la Corne était commandant des forts de l'ouest construits principalement par La Vérendrye. La plupart de ses projets firent beaucoup de profits, et au moment où il mourut, il était un des hommes les plus riches au Canada.

## Biographie avant 1754
Luc de La Corne, né en 1711, était le 8e des 12 enfants de Jean-Louis de la Corne de Chaptes, originaire de Chaptes en Auvergne, et de Marie Pécaudy de Contrecœur, fille d'Antoine Pécaudy de Contrecœur. Par ce mariage, Jean-Louis de la Corne prit ainsi racine au Canada et son épouse lui apporta une partie de la seigneurie Contrecœur qu'elle reçut en héritage. C'est dans ce fief des La Corne que Saint-Luc est né.
Étant un noble de la Nouvelle-France, Luc de La Corne choisit le métier des armes comme son père et ses quatre frères ainés. Se distinguant au courant de ses premières années de service, ses supérieurs, comme le marquis de Beauharnois, le proposaient régulièrement pour un avancement dans les grades et il fut promu enseigne en 1735. Durant la guerre de Succession d'Autriche, Saint-Luc servit avec ses frères, notamment dans les environs du lac Champlain, mais aussi dans les Pays-d’en-Haut où il aida à recruter les nations amérindiennes. C'est ainsi qu'il participa à de nombreuses opérations avec des guerriers autochtones sous le commandement Rigaud de Vaudreuil et devint finalement lieutenant à la fin de cette guerre.
Afin d'augmenter ses revenus, Luc de la Corne pratiquait également le commerce des fourrures en devenant marchand-équipeur. Il a signé plus de 85 contrats de traite et a fait affaires à de nombreux postes, donc Michillimakinac et Chagouamigon. Saint-Luc a non seulement financé des expéditions de traite, mais en a personnellement dirigé quelques-unes. Dès l'âge de 18 ans, il s'était déjà associé à ses frères pour faire le commerce, mais ces derniers ne participaient jamais directement. Il s'associa également avec Louis-Joseph Gaultier de la Vérendrye, commandant de Chagouamigon, en 1752.
Il faisait également des affaires en France grâce à son cadet Joseph-Marie de la Corne, chanoine en France. Ce dernier faisait des achats de produits français pour sa famille et autres connaissances demeurées en Nouvelle-France. Ce commerce lucratif concernait principalement des biens de luxe tels que des dentelles, soieries ou broderies. Ces achats se poursuivirent même durant la guerre de Sept Ans.
Sa solde militaire et ces activités marchandes permirent à Saint-Luc d'amasser une richesse importante et il put acheter, en 1744, une maison sur la rue Saint-Paul à Montréal devant le vieux-marché (l'actuelle Place-Royale). Cette maison de pierre de trois étages servait autant de résidence que de point de rencontre pour Luc et ses partenaires amérindiens. Il y avait également une écurie pour les chevaux et un hangar pour les carrioles. Autre signe de la prospérité de Saint-Luc, il dernier était parmi les plus importants propriétaires d'esclave au Canada. Il en possédait presque une trentaine, de Noirs et des Amérindiens.
En 1742, Saint-Luc de La Corne se marie avec Marianne Hervieux, issue d'une des plus riches familles de Montréal. De cette union, ils eurent neuf enfants: 6 garçons et 3 filles. Marianne étant morte en couches en 1753, Luc attendit quatre ans avant de se remarier avec Marie-Josèphe, veuve sans enfant d'un de ses camarades. Celle-ci, contrairement à la pratique de l'époque, n'était pas une jeunesse et avait environ le même âge que La Corne. Encore une fois, il prenait épouse parmi une importante et riche famille de la colonie.

## Guerre de Sept Ans
Étant militaire de carrière, Saint-Luc prit également part à la guerre de Sept Ans. Il connaissait par ailleurs Jumonville dont la mort en 1754 est à l'origine de ce conflit mondial. Promu capitaine de compagnie en 1755, La Corne servit au combat, mais aussi en tant qu'intermédiaire entre le haut commandement français et les différentes nations amérindiennes alliées. Ses nombreuses amitiés auprès des Autochtones, ainsi que sa connaissance de quelques-unes de leurs langues fit qu'il était parfait pour ce rôle, octroyé par le général Louis-Joseph de Montcalm.
La première bataille de cette guerre à laquelle il prit part fut celle de du fort Oswego en 1756. Il y combattit aux côtés des Amérindiens et autres troupes canadiennes qui préféraient les missions d'éclaireurs et de guérilla dans les bois, contrairement aux troupes régulières françaises. Saint-Luc joua un rôle de premier plan afin de convaincre les nations autochtones de participer à la prise de ce fort anglais. Il participa ensuite à la bataille du Fort William Henry en tant qu'officier responsable des forces amérindiennes. À la suite de la reddition anglaise, Luc de La Corne, comme les autres officiers français, ne parvint pas à empêcher les forces autochtones de massacrer ou faire prisonniers les troupes britanniques qui s'étaient rendues.
Cette même année, le capitaine de La Corne perdait ses deux fils ainés lorsque le navire sur lequel ils voyageaient vers la France fut attaqué par un navire anglais. Après un échange de tirs, le Diamant prit feu et explosa, tuant la plupart des passagers ou les blessant mortellement malgré les secours du navire anglais. Cette tragédie familiale a été relatée dans une lettre de leur oncle, le chanoine Joseph-Marie, qui les attendait en France. 
L'année suivante, Saint-Luc était toujours à la tête des alliés amérindiens lors de la bataille du fort Carillon, mais les renforts qu'il dirigeait arrivèrent plus d'une semaine après la victoire du général Montcalm et il ne participa donc pas à ce combat. Ce fut la première victoire française en sol américain et où les forces amérindiennes n'avaient pas contribué. Lors des semaines suivant la bataille, la troupe franco-amérindienne de La Corne fit des missions d'embuscades et de reconnaissance dans les environs du lac Saint-Sacrement et du fleuve Hudson. 
La Corne Saint-Luc et sa compagnie continuèrent ces missions de reconnaissance pendant le reste la guerre, d'abord près du lac Champlain puis aux abords du lac Ontario, en renfort à son frère Louis-Luc. Pour le reste de la guerre, Saint-Luc et les autres troupes françaises étaient sur la défensive, se voyant encerclés par les armées anglaises qui prenaient l'un après l'autre les forts français d'Amérique. Il n'était donc pas présent lors de la prise de Québec à la suite de la bataille des Plaines d'Abraham. Il prit toutefois part à la dernière victoire française en Amérique lors de la bataille de Sainte-Foy en avril 1760 où il fut blessé. Toutefois, les troupes anglaises s'étant retranchées dans la ville de Québec, il se replia avec le reste des troupes françaises vers Montréal lorsque les renforts anglais arrivèrent sur le fleuve. Sa troupe continua en vain d'effectuer des missions d'escarmouche contre l'armée anglaise qui progressait vers la dernière ville française. À ce moment, les alliés amérindiens que La Corne connaissait si bien devenaient de plus en plus neutres dans le conflit, sachant que les Britanniques risquaient d'en être les gagnants. La Corne avait donc de plus en plus de difficulté à les recruter. Saint-Luc était ainsi présent à Montréal lors de la capitulation face à l'armée d'Amherst.

## Naufrage de l'Auguste et voyage de retour
À la suite de la prise de Montréal, La Corne Saint-Luc, décoré de l'Ordre de Saint-Louis, décida de quitter l'Amérique pour se rendre en France comme bon nombre d'officiers et de nobles canadiens. En octobre 1761, il quitta Québec à bord d'un navire vétuste, l'Auguste, affrété par les Anglais afin de permettre à l'élite de la Nouvelle-France de retourner en Europe ou pour plusieurs, de s'y rendre pour la première fois. Le navire contenait plus d'une centaine de passagers dont les deux derniers fils de Saint-Luc, son frère Louis-Luc, ainsi que deux neveux. Il devait également connaitre de nombreux autres passagers nobles qui comptaient de nombreuses femmes et enfants.
Saint-Luc, étant habitué comme de nombreux autres nobles de la colonie à entretenir une correspondance, tint un journal relatant en détail le désastreux voyage de l'Auguste. Dès le départ, le navire fit face à plusieurs embuches, comme des vents contraires ou des tempêtes, retardant de plus en plus le voyage et le rendant d'autant plus périlleux. Lorsqu'il fut au large du Cap Breton, l'Auguste fit face à une violente tempête persistant plusieurs jours. Saint-Luc décrit comment l'équipage, complètement épuisé et désespéré, fut forcé de faire échouer le navire dans la baie Aspy. Il n'y eut que sept survivants, dont Luc de La Corne, qui perdit ses fils, neveux, frère et amis. 
Le 15 novembre, avec les autres rescapés, La Corne entreprit à pied un long voyage de retour depuis l'actuelle Nouvelle-Écosse. Il traversa d'abord le Cap Breton, récemment dépeuplé des Acadiens, avec l'aide de Micmacs qui le connaissaient et arriva à portée de Louisbourg. Saint-Luc décida toutefois de ne pas se rendre à la forteresse contrôlée par les Anglais, de crainte d'être déporté en France ou en Angleterre, et préféra entreprendre le long voyage en raquettes, en plein hiver, vers Québec. Pierre Dupensier, un domestique ayant survécu au naufrage, accepta de faire le voyage avec de La Corne, tandis que trois autres rescapés, dont le capitaine de l'Auguste, optèrent pour Louisbourg. Les deux derniers rescapés avaient dû être laissés derrière à Ingonish quelques jours auparavant.
C'est donc avec l'aide de quelques rares Acadiens restés sur place et de Micmacs rencontrés en chemin que Saint-Luc et son domestique entreprirent ce périple volontaire le 12 décembre. Le voyage en raquettes étant trop éprouvant, Pierre décida d'abandonner le périple à Pomquet et La Corne continua seul avec ses guides (mais le domestique parvint néanmoins à revenir à Montréal par d'autres moyens). Le 8 janvier 1762, Saint-Luc arrivait au fort de Beauséjour où il fut reçu cordialement et dormit dans un véritable lit pour la première fois depuis le naufrage. Il entreprit ensuite la remontée de la rivière Saint-Jean et arriva le 22 février à Kamouraska chez les seigneurs de Port-Joly qu'il connaissait. Cheminant désormais en carriole, il atteint finalement Québec le 23 février, où il rendit compte de la tragédie de l'Auguste au gouverneur Murray. Sa prouesse le rendit célèbre à Québec.

## Sous le régime anglais
À la suite de son long périple, La Corne Saint-Luc décida de rester au Canada et s'occupa de sa famille restante et de la gestion de l'héritage de son frère Louis-Luc, mort dans le naufrage de l'Auguste. La même année, l'aîné Louis, seigneur de Terrebonne, décédait à son tour et Saint-Luc était le dernier des La Corne encore au Canada. À la suite de la signature du traité de Paris mettant fin à la guerre en 1763, de nombreux nobles canadiens revinrent de France, insatisfaits de leur accueil dans la métropole. Ils préféraient donc, comme La Corne, regagner la terre qu'ils avaient toujours connue, même sous contrôle britannique. 
Saint-Luc, ne pouvant poursuivre sa carrière militaire, se concentra donc sur ses activités commerciales, dont l'importation de vêtements de luxe en provenance de France ou d'Angleterre. Même s'il était désormais un citoyen de deuxième rang sous le nouveau régime, il s'en accommoda et il ne s'opposa aucunement au mariage de sa fille aînée avec un soldat écossais, John Campbell, contrairement à celui de sa cadette qui mariait pourtant un canadien. Lors de la révolte de Pontiac, Saint-Luc, pourtant très proche des autochtones, ne prit aucunement part au soulèvement contre les Britanniques. Il avait accepté les nouveaux dirigeants du Canada et tentait d'y faire sa place. 
En 1768, la seconde épouse de La Corne décédait et il ne se remaria que six ans plus tard (à 63 ans) avec une autre noble canadienne, de 35 ans cette fois. Marie-Marguerite était la fille de l'ancien seigneur de Boucherville, François-Pierre Boucher. L'année suivante, naissait Marie-Marguerite de La Corne, dernier enfant de Saint-Luc. Cette benjamine devait se marier à deux reprises: la première fois avec un lieutenant anglais, puis, en 1808, avec Jacques Viger, premier maire de Montréal. Comme pour ses sœurs, Marie-Marguerite n'eut aucun enfant qui survécut jusqu'à l'âge adulte et la lignée de La Corne Saint-Luc n'eut aucune postérité au-delà de deux générations.
À la suite de l'Acte de Québec en 1774, La Corne Saint-Luc fut choisi, avec d'autres nobles canadiens, pour siéger sur le nouveau conseil des affaires de la province formé pour assister le gouverneur anglais. Il regagnait ainsi un rôle de première place au sein de la colonie en se rapprochant du pouvoir. Les sessions du conseil furent toutefois interrompues par l'invasion du Canada par les troupes des Treize colonies américaines révoltées. 

## Révolution américaine
L'Acte de Québec fut l'un des événements déclencheurs de la Révolution américaine, notamment par la création de la Province of Quebec qui privait les futurs américains des terres au-delà des Appalaches. Cependant, l'acte de 1774, en rétablissant le droit civil français et le droit de culte catholique au Canada, réussit à empêcher les Canadiens, dont La Corne Saint-Luc, de se joindre au mouvement insurrectionnel américain. Les révoltés décidèrent donc d'envahir la province convoitée en 1775 et qui était alors la dernière colonie britannique en Amérique du Nord. 
Deux armées continentales montèrent alors vers Montréal qui fut prise sans combattre le 13 novembre 1775. Les sources ne sont pas claires sur l'emplacement de Luc de La Corne lors de la prise de Montréal par le général Montgomery. Certaines sources indiquent qu'il avait participé aux négociations de redditions de la ville, tandis que selon d'autres, il était aux côtés du gouverneur britannique Carleton qui tentait de rejoindre Québec par bateau et que les Américains l'auraient capturé. Dans tous les cas, il était considéré comme un ennemi par les envahisseurs et devint leur prisonnier. Par ailleurs, les officiers rebelles se méfiaient de Saint-Luc qui avait été un adversaire redoutable durant la Guerre de Sept ans, notamment à la tête de troupes amérindiennes.  
Emprisonné à Boucherville, La Corne fut transféré en 1776 à Albany, puis à New-York et enfin à Philadelphie. Les Américains voulaient l'éloigner du Canada parce qu'ils craignaient ses relations auprès des Amérindiens qu'il pouvait potentiellement encore mener au combat, même à 65 ans. Thomas Jefferson lui-même le tenait encore responsable du massacre de la garnison de Fort William Henry par ses troupes autochtones. Le vétéran canadien ne fut libéré qu'après quinze mois de détention en début 1777.Tout le long de sa captivité, il avait été avec son gendre John Campbell.  
Saint-Luc n'avait pas apprécié son emprisonnement et il était pressé de revenir à l'assaut contre les insurgés. Comme le craignait ses geôliers, il prévoyait de soulever ses amis amérindiens afin de les mener au combat contre les américains. À son retour au Canada, il découvrait que l'armée d'invasion avait échoué devant Québec et que les Américains avaient évacué Montréal en juin 1776. Une offensive britannique devenait possible et La Corne souhaitait y participer. Carleton l'envoya donc chez les nations amérindiennes afin de les rallier.  
Ayant recruté un corps d'Outaouais, Saint-Luc rejoignit le général anglais John Burgoyne qui n'appréciait pas les Amérindiens et n'était habitué qu'à la guerre de campagne européenne. Durant cette campagne, deux Amérindiens du détachement de Luc de La Corne furent tenus responsables pour la mort de Jane McCrea.[réf. nécessaire] Les conditions que le général imposa aux alliés amérindiens (ne pas verser de sang en dehors des combats) et les pertes qu'ils subirent durant la campagne firent en sorte qu'ils désertèrent rapidement et Saint-Luc, qui servait d'interprète, retourna à Montréal. Il n'était donc pas présent lors de la défaite britannique de Saratoga que subit Burgoyne. Celui-ci, une fois de retour à Londres, jeta le blâme sur la désertion des Amérindiens et sur La Corne qui en était responsable. Ce dernier répondit à ces propos diffamatoires au moyen d'une lettre envoyée aux journaux de Londres le 23 octobre 1778 relatant sa version des faits. En réaction à Burgoyne, il publia également, chez l'imprimeur Fleury Mesplet, son journal de voyage relatant le naufrage de l'Auguste afin de rappeler le courage dont il avait fait preuve lors de cette odyssée. Ceci en fait le premier livre imprimé au Québec rédigé par un Canadien.  

## Dernières années
En 1779, Luc de La Corne, à 68 ans, revendiquait le titre de «colonel des Indiens», notamment pour y toucher la pension associée. Malgré son âge, le chevalier de Saint-Louis suscitait encore la méfiance chez les Britanniques et le gouverneur Haldimand refusait de lui accorder ce titre, même si Saint-Luc était son aide de camp. Il était également de nouveau sur le conseil législatif du gouverneur. Il conserva son rôle de conseiller jusqu'à sa mort en 1784 et y œuvra notamment pour le maintien des clauses de l'acte de Québec de 1774 face aux conseillers britanniques qui souhaitaient l'application des lois civiles anglaises et non françaises. La Corne craignait notamment la fin du régime seigneurial. Ce fut un succès et le régime fut maintenu comme l'espérait Saint-Luc. 
Lorsqu'il meurt, en octobre 1784, à 73 ans, Luc de La Corne laisse derrière lui une veuve et trois filles qui se partageront son immense fortune. Il fut inhumé avec tous les honneurs militaires dans la chapelle Sainte-Anne de l'ancienne église Notre-Dame. Depuis la démolition du bâtiment en 1843, personne ne sait ce qu'il advint de la tombe de Saint-Luc. Sa veuve eut finalement droit, en 1809, à la pension que réclamait son défunt époux en tant que « colonel des indiens », accordé à titre posthume.  